# Clubiona zhui
Clubiona zhui este o specie de păianjeni din genul Clubiona, familia Clubionidae, descrisă de Xu, Yang și Song în anul 2003. Conform Catalogue of Life specia Clubiona zhui nu are subspecii cunoscute.